# غزو بني غانية لشمال إفريقيا

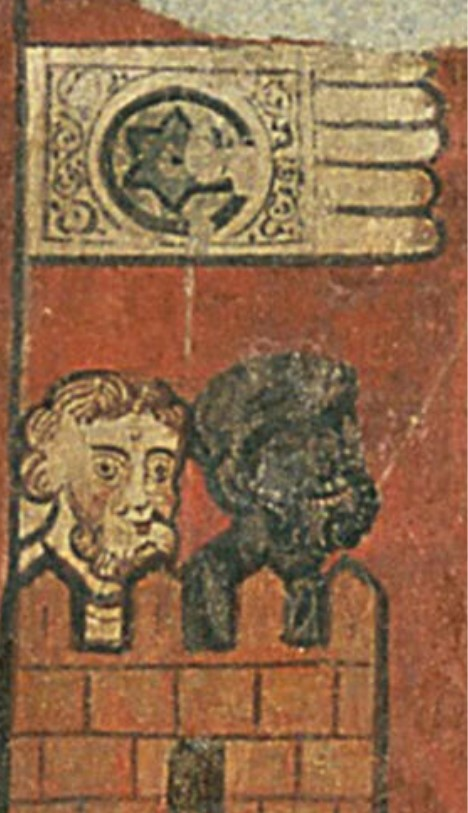
راية المرابطين وبنو غانية

كان غزو بني غانية لشمال إفريقيا (1184-1237) حملةً مطولةً قادتها سلالة بني غانية، المنحدرة من سلالة المرابطين، ضد الخلافة الموحدية. حكم بنو غانية في البداية جزر البليار، ثم شنّوا غزوهم عام 1184، سعيًا لاستعادة حكم المرابطين في المغرب.
في عهد علي بن إسحاق، ثم إخوته يحيى وعبد الله، أسس بنو غانية معقلًا لهم في إفريقية (تونس الحالية)، واستولوا على مدن رئيسية مثل المهدية وباجة والقيروان، وتحالفوا مع القبائل العربية المحلية، مستغلين نقاط ضعف الموحدين. ومع ذلك، وبعد سنوات من الحرب، استعاد الموحدون، بقيادة أبي زكريا يحيى والخليفة المأمون لاحقًا، الأراضي المفقودة تدريجيًا. وبحلول عام 1237، سُحقت مقاومة بني غانية تمامًا، مُعلنةً بذلك الهزيمة النهائية لإرث المرابطين في المغرب العربي.

## خلفية
كان بنو غانية حكام جزر البليار خارجين عن سلطة الموحدين، إلى أن وصل محمد بن اسحاق الذي أرسل رسالة إلى مراكش معربًا عن موافقته على الخضوع لخلفاء الموحدين. أُرسل الموحدون أسطولًا بقيادة ابن رويبتر (مرتزق من أصل مسيحي) للسيطرة على الجزر. ولكن قبل وصوله، عُزل محمد من قبل زعماء المرابطين الآخرين، الذين نصبوا شقيقه عليًا في السلطة بدلاً عنه. كان علي معارضًا لحكم الموحدين وتعرض لمزيد من الضغط لمقاومة الموحدين من قبل اللاجئين المرابطين الذين عاشوا في الجزر. وهكذا، عندما وصل أسطول الموحدين، صده وأسر قائده. وبدلاً من الانتظار لمواجهة هجوم مضاد من الموحدين وحصار محتمل للجزر، قرر علي شن الهجوم ومهاجمة الموحدين مباشرة في المغرب الأدنى.

## الحرب

### غزو بجاية والجزائر
وفي هذه الأثناء حدثت تطورات خطيرة في الدولة الموحدية، فقد قتل الخليفة يوسف بن عبد المؤمن في معركة شنترين في الأندلس، وتلكأ شيوخ الموحدين في مبايعة ابنه، كما وصلت إلى بني غانية رسائل من بني حماد (إحدى السلالات التي كانت تحكم في بجاية ونواحيها والتي أسقط الموحدون دولتهم أيضا) يدعونهم لغزو بجاية ويعدونهم بالنصرة. قرر بنو غانية استغلال الفرصة وغزو بجاية بقيادة زعيمهم علي بن غانية لإعادة إحياء دولة المرابطين والقضاء على دولة الموحدين الغاصبة، فقاموا أولا باعتقال الرسول الذي أرسله الموحدون ليطالبهم بالدخول في الطاعة، ثم سيروا اسطولا من أربعين سفينة إلى ثغر بجاية وتمكنوا من دخولها دون صعوبات تذكر ثم إن بني غانية ما لبثوا أن جمعوا جيشهم على عجل وبدأوا في اجتياح أهم مدن الدولة الموحدية في المغرب الأوسط كالجزائر ومليانة وحاصروا تلمسان وقسنطينة حيث كان الموحدون مغترين بقوتهم فأهلموا تصحيناتهم، وأذهل بنو غانية الجميع بهذه الغزوة المفاجئة.

### بنو غانية في عهد المنصور

#### ردود فعل الدولة الموحدية
وجد الخليفة الموحدي الجديد أبو يوسف يعقوب بن يوسف المنصور في ثورة بني غانية فرصة لاثبات كفاءته؛ بعد التلكؤ الذي حدث في مبايعته، فأعد قوة من اثني عشر ألف جندي أمازيغي من البر والبحر وسارت هذه الجيوش تسترجع المدن المحتلة الواحدة تلو الأخرى إلى أن دخلت بجاية في 19 صفر سنة 581هـ/22 ماي سنة 1185م بعد سبعة أشهر من احتلالها.
لكن بالرغم من ذلك لم ييأس بنو غانية بل فروا إلى بلاد الجريد في المغرب الأدنى وأخذوا يؤلبون الأعراب وجمعوا منهم قوات ضخمة واخذوا يحتلون بها العديد من المدن أفريقية. وهنا بدأت ثورة بني غانية تعرف انحرافا خطيرا وهو انزلاقها إلى طريق السلب والنهب للحصول على الأموال وتمويل الحروب ودفع أجور الأعراب مقابل الحرب معهم.
عندما دخل بنو غانية إفريقية (تونس والغرب الليبي والشرق الجزائري) وجدوا في هؤلاء الأعراب خير نصير نظرًا لتململ الأعراب الكبير من طاعة الدولة الموحدية؛ التي فرضت عليهم الكثير من الانضباط بعد العبث والفساد الكبير الذي كانوا يقومون به.

### تطورات مهمة في الجزر الشرقية
بعد أن تناهى إلى أسماع بني غانية مقتل الخليفة الموحدي أبو يعقوب يوسف بن عبد المؤمن قاموا باعتقال رسول الموحدين إليهم علي بن الربرتير لكن هذا الرسول كان شعلة متقدة من الدهاء فاستطاع أن يقنع الحراس النصارى الموكلين بحراسته بأن يطلقوا سراحه ويعينوه على قلب نظام الحكم على أن يعطيهم أموالا كثيرة ويطلق سراحهم ليذهبوا إلى بلدانهم في أوروبا، وفعلا تمت الاتفاقية، واستغل ابن الربرتير احرام الناس لصلاة الجمعة وخرج على حين غرة وتمكن من أسر أسرة علي بن غانية نفسه ثم تحصن بأحد الحصون هناك وهدد كل من يحاول اقتحام الحصن بقتل أم علي بن غانية مما جعل أهل الجزيرة عاجزين عن فعل أي شيء. وبعد مفاوضات طويلة رضخ أهل الجزيرة للأمر الواقع وتم الاتفاق بين أهل الجزيرة وابن الربرتير على أن يٌرجع أهل الجزيرة محمد بن غانية (الذي عزله اخوته من قبل) إلى الحكم ويعلن محمد بن غانية بدوره دخوله في طاعة الموحدين، وأخذ منهم الايمان المؤكدة على ذلك ثم نفذ ما اتفق مع جند النصارى وسرحهم إلى بلدانهم سنة 585هـ/ 1185م ورجع هو إلى مراكش ليبشر الخليفة الموحدي بعظيم صنعه. وبدا كأنما دخلت الجزيرة في طاعة الموحدين أخيرا.
غير أنه ما إن بلغ هذا الخبر علي بن غانية في أفريقية حتى أسرع بإرسال أخويه عبد الله والغازي لتدارك الأمر، فدخلا جزيرة ميورقة وتمكنا بكل يسر، بمساعدة الأهالي، من الانقلاب على أخيه محمد واسترجاع الحكم، فقد كان أكثر أهل الجزيرة من المرابطين الذين كانوا يكنون حقدا شديدا للموحدين باعتبارهم غاصبي ملكهم فما إن ظهر عبد الله وأخوه حتى سارعوا إلى نصرتهم، وعادت الجزيرة إلى حوزة بني غانية من جديد وطُرد محمد بن غانية من الجزيرة لتعاونه مع العدو فخرج وسار إلى الموحدين.

### تحالف شرف الدين قراقوش وبني غانية
وعندما كان ابن غانية يفتح مدن إفريقية واحدة تلو الأخرى وفد على علي بني غانية طامع آخر مثله يسمى شرف الدين قراقوش الأرمني وكان قراقوش هذا من أتباع صلاح الدين الأيوبي صاحب معركة حطين المعروف. وسبب قدومه أن صلاح الدين أراد أن يتمرد على سيده نور الدين زنكي فأزمع نور الدين المسير إليه وخشي صلاح الدين عاقبة ذلك فأرسل تابعه قرقوش ليحتل له مدنا في أفريقية حتى يفر إليها صلاح الدين إذا غزاه نور الدين.
وعلى الرغم من أن نور الدين توفي قبل المسير إلى صلاح الدين إلا أن قرقوش مع ذلك واصل مشروعه التوسعي في أفريقية، فصادف وصوله وصول بني غانية، أيضا فتعاهدا على التحالف ضد الموحدين لأن جميع الأراضي التي سيحتلونها هي أراضي الدولة الموحدية.

### حملة المنصور على أفريقية

#### معركة عمرة
تناهى إلى علم المنصور خبر تحالف قرقوش مع ابن غانية وأن كثيرا من مدن أفريقية قد سقطت في أيديهم، فجهز المنصور جيشا قوامه عشرون ألف جندي أمازيغي خرج من مراكش العاصمة الموحدية في 3 شوال 582هـ/18 ديسمبر 1186م وسار حتى وصل إلى مدينة تونس في صفر 583هـ. ولكن المنصور أخطأ خطأ فادحا حين لم يعجل بحرب ابن غانية مما أعطى الفرصة للأخير للاستعداد للحرب. ثم أن خلافا وقع بين قادة الجيش الذي بعث به المنصور لحرب ابن غانية أدى إلى دخول الجيش دون خطة منسقة فما أن التقى مع جيش بني غانية حتى دحر الجيش الموحدي  ونال منه بنو غانية مقتلة عظيمة. قتل في هذه المعركة قائد الجيش الموحدي ابن اليرموم، ووقع علي بن الربرتير في أسر ابن غانية فعذبه عذابا شديدا جزاء على ما فعله بأسرته في ميورقة ثم قتله. كان كثيرون من جرحى الجيش الموحدي قد لجأوا إلى مدينة قفصة، فتظاهر علي بن غانية بإعطائهم الأمان، ولكن ما إن خرجوا إليه حتى أمر بقتلهم والإجهاز على الجرحى منهم فكانت بذلك هزيمة مضاعفة للموحدين.
حدثت هذه المعركة في 15 ربيع الأول سنة 583هـ/ 25 مايو 1187م في مكان يسمى فحص عمرة (قرب قفصة في الجنوب التونسي حاليا).

#### معركة الحمة
بلغت هذه الهزيمة المنصور وهو في تونس فاستشاط غضبا وقرر خوض المعركة القادمة بنفسه هذه المرة. وأخذ يحث الناس على تجديد العزيمة للحرب وعاقب كل جندي أبدى تخاذلًا في الذهاب إلى القتال، كما رفض أي عرض من وزرائه لقيادة المعركة بدلًا عنه. ابتدأ المنصور حربه بخطة ذكية حيث هاجم منازل الأعراب المتعاونين مع ابن غانية فنكل بهم وشردهم وبذلك ضرب ابن غانية في أهم عنصر في جيشه، ثم اتجه للقاء ابن غانية في مكان يقال له الحمة (قرب توزر في الجنوب التونسي حاليا) في 9 شعبان 583 هـ/ 15 أكتوبر 1187م ودارت الدائرة على ابن غانية وحليفه قرقوش هذه المرة وعلى الرغم من أن قرقوش استطاع النجاة إلا أن علي بن غانية فر من المعركة وهو مثخن بالجراح فلجأ إلى خيمة عجوز أعرابية في الصحراء وتوفي عندها متأثرا بجراحه، فبايع بعده بنو غانية أخاه يحيى بن غانية الذي كان لا يختلف عن أخيه شدة وإقداما وحقدا على الموحدين

#### معركة قفصة
سار المنصور بعد هذا الفتح العظيم إلى باقي المدن المحتلة وحررها جميعا، وكانت قفصة مدينة منيعة تحصن بها كثير من أتباع قرقوش بن غانية، ناهيك عن المقتلة العظيمة التي أصيب بها الجيش الموحدي على يد علي بن غانية، فسار إليها المنصور وحاصرها وأبدى أهلها مقاومة عنيفة في اليوم الأول، لكنهم لما شهدوا هول الحصار خشوا على أنفسهم وخرجوا يطلبون الأمان، فأمن المنصور من لم يشترك في القتال، أما المتعاونين مع ابن غانية فأمر بذبحهم أجمعين أمامه، انتقاما من قتلة جنده، وبذلك تمكن المنصور من قمع ثورة بني غانية، ولكن إلى حين.

### انقلاب الحلفاء
أحس صلاح الدين الأيوبي في المشرق العربي أن جهوده وحده لا تكفي لمحاربة الصليبيين، فأرسل إلى يعقوب المنصور يطلب منه إنجاده بأساطيل الدولة الموحدية العتيدة، وفي نفس الوقت أوعز إلى تابعه قرقوش بالكف عن الثورة ضد الموحدين حتى لا يشكل ذلك عائقا للمساعدة المرجوة. لذا وبينما كان المنصور يحاصر قفصة في حملته على بني غانية وحلفائهم جاءه فجأة كتاب من قرقوش يدعي فيه التوبة والدخول في طاعة الموحدين، لكن المنصور ظل لا يثق في صلاح الدين الأيوبي ونواياه التوسعية فرفض أن يساعده واعتذر عن ذلك، بالإضافة إلى أن يعقوب المنصور كان مشغولا بدوره بمحاربة الصليبيين في الأندلس، فلما علم قرقوش أن توبته المزعومة لم تؤت أكلها عاود التمرد من جديد وأخذ يسعى إلى توسيع رقعة نفوذه هو الآخر.
وهكذا، وبعد مسير المنصور للجهاد في الأندلس خلا الجو لابن غانية وقراقوش في إفريقية فظهرت عند ذلك نواياهما الحقيقية الطامعة في الحكم، وأصبح كل منهما يرى في الآخر عائقا له في سبيل تحقيق طموحاته ويسعى للتخلص من غريمه بأي شكل، فكان ان اتركب قرقوش خطأه القاتل.
أراد قراقوش بعد أن رجع عن توبته أن يجمع المال بأسرع وقت ليمول حروبه الجديدة ويلحق بغريمه يحيى ابن غانية- الذي فاته بأشواط كبيرة أثناء فترة تظاهر قرقوش بالتوبة- فدعى قرقوش لذلك نحو 70 شيخا من شيوخ الأعراب إلى مأدبة ثم غدر بهم وقتلهم واستولى على أموالهم، فثارت ثائرة الأعراب لذلك وصمموا على الانتقام منه. وبالطبع لم يكن ابن غانية ينتظر سوى هذه الفرصة فعندما جمع قرقوش جيشه وسار لحرب ابن غانية استعان ابن غانية بأبناء الأعراب الذين غدر قرقوش بآبائهم وهزمه شر هزيمة وفر قرقوش لا يلوي على شيء. وبلغ ابن غانية بعد ذلك أن قرقوش موجود في ودان (جنوب ليبيا حاليا) في حصن هناك يسمى محسن، فجمع الأعراب الذي قتل قرقوش آباءهم على عجل وساروا إليه وحاصروه حتى نفد طعامه واضطر إلى أن يسلم لهم فضربوا عنقه مع ابنه في ضواحي ودان سنة 609هـ /1212م، وانتهى بذلك أمر قرقوش.
وقد كان قرقوش يخطط بعد غدره بالأعراب لأن يستعين ببقية الأعراب في حروبه، لكن بعد هذه الحادثة فقد الجميع ثقتهم به وانضموا جميعا إلى ابن غانية ضده وهكذا حفر قرقوش قبره بيده من حيث لا يدري.

### بنو غانية في عهد الناصر

#### ثورة محمد ابن عبد الكريم الرجراجي
بعد أن تخلص ابن غانية من قرقوش ظهر وكأن أفريقية خلصت له أخيرا لكن ظهور شخصية ابن عبد الكريم أثبت العكس. ويعود أصل ابن عبد الكريم إلى قبيلة كومية أمازيغية -أي نفس القبيلة التي ينتمي إليها الخلفاء الموحدون- وقد ظهر أمره في محاربة الأعراب الذين يحترفون قطع الطريق والإغارة على الآمنين، فملك بهذا العمل قلوب الناس وأصبحوا يدعون له في المساجد وأطلق الولاة يده في الغنائم يأخذ منها ما يشاء. وحدث أن حاول والي المهدية أبو سعيد التدخل في تقسيم الغنائم وأهان ابن عبد الكريم لما تبرم من ذلك، فغضب ابن عبد الكريم وصمم على الانتقام لكرامته المهدورة، وجمع أصحابه الذي كان يغزو بهم الأعراب ودخل المهدية وقت الفجر فداهم قصر أبي سعيد واعتقله في شعبان 595هـ/1199م وأعلن نفسه ملكًا جديدًا على المهدية ونواحيها وتلقب بالمتوكل بالله. بلغت هذه الأنباء الخليفة الموحدي الجديد الناصر في مراكش فعزل والي المهدية وأفريقية وأرسل آخرين مكانهما، لكن ابن عبد الكريم ترصد لهما وقت نزولهما من البحر وهاجمهما وقتل العديد من الجند القادم معهما.
وبالطبع كان لا بد ان يتخلص ابن غانية أو ابن عبد الكريم أحدهما من الآخر، فالاثنان طامعان في ملك إفريقية ووجود كل منهما خطر على الآخر. وهكذا جمع ابن عبد الكريم جيشه على عجل وسار للقاء الميورقي في قابس (يسمى بنو غانية أحيانا بالميارقة نسبة لجزيرة ميورقة)، لكن ابن غانية كان قد استعد له وتحصن جيدا في قابس فلما وصل ابن عبد الكريم إلى قابس ذهل من مناعتها ويأس من إمكانية دخولها، فسار إلى قفصة واستولى عليها، فاستغل ابن غانية الفرصة وخرج من حصنه وسار إلى ابن عبد الكريم في مكان يسمى قصور لالة، فكانت الدائرة على ابن عبد الكريم وانهزم هزيمة شنيعة ففر إلى المهدية وتحصن بها سنة 597هـ/1200م.
كانت المهدية مدينة ساحلية حصينة فاستعصى على ابن غانية إجبار ابن عبد الكريم على الاستسلام لأن ابن عبد الكريم كان يتمون من البحر. وهنا لجأ ابن غانية إلى الحيلة فأرسل إلى ملك الموحدين يعرض عليهم السلم والمصالحة وأن يعينوه بسفينتين يطبقون بها الحصار على ابن عبد الكريم من جهة البحر، فاستجاب له الموحدون لحقدهم الكبير على ابن عبد الكريم، تابعهم الذي تمرد عليهم، وأطبقوا الحصار على ابن عبد الكريم من البحر. وهنا ظهر مكر ابن غانية إذ أنه أرسل إلى ابن عبد الكريم يعرض عليه الأمان إذا استسلم له وسلم مفاتيح مدينة المهدية فقبل ابن عبد الكريم فلم يكن لديه خيار آخر، فقبض ابن غانية عليه ووضعه مع ابنه في سجنين متفرقين.[بحاجة لمصدر]
وبعد أيام أخرج ابن عبد كريم ميتا ولا أثر لقتل فيه، في سم دسه له ابن غانية على ما يبدو، أما ابنه فقد تظاهر ابن غانية بنفيه إلى جزيرتهم ميورقة ولكن ما إن وصلوا إلى القل (قرب قسنطينة في الشرق الجزائري) حتى رموه في البحر مقيدا فكان هذا آخر العهد بثورة ابن عبد الكريم.

#### سيطرة الميورقي على باقي أنحاء إفريقية
وبعد التخلص من ابن عبد الكريم أسرع ابن غانية إلى الاستيلاء على باقي أنحاء إفريقية مستغلا خلو الجو من أي عدو ذي بال وابتدأ بباجة، فسار إليها ودخلها ونكل بأهلها وكذلك استولى على طرابلس، وقابس، وصفاقس، وسائر وبلاد الجريد، والقيروان، وتبسة، وبسكرة، وبونه وأخيرا على عاصمة إفريقية التي دخلها في 7 ربيع الآخرة سنة 600 هـ/15 ديسمبر 1203 م وتمكن من أسر الوالي الموحدي عليها، وسقطت بذلك معظم بلاد أفريقية في يده. حاول والي مدينة بجاية تدارك الأمر وأرسل جيشا لمحاربة ابن غانية لكن ابن غانية هزمه شر هزيمة.

#### أسباب تأخر قدوم جيوش الخلافة الموحدية
كان ظهور يحيى وقرقوش من جديد في أواخر عهد المنصور. لذا، عندما رأى والي إفريقية أن قوة ابن غانية تزداد أرسل إلى المنصور يطلب منه القدوم على وجه السرعة، لكن المنصور شغل بصد هجمات النصارى على الأندلس فبعث بالمدد إلى والي إفريقية وسار هو إلى الأندلس. وبعد رجوعه من الاندلس عالجته المنية دون أن يتمكن من السير لقمع ثورة بني غانية من جديد. وجاء بعده ابنه الناصر الذي كان عمره نحو 17 سنة يوم بويع وهي سن لا تسمح له بقيادة جيوش ضخمة كالتي كان يقودها أبوه، بالإضافة إلى حدوث عدة كوارث طبيعية وثورات انفصالية، فانشغل الناصر بترميم  الخراب الذي أحدثته تلك الكوارث والقضاء على المتمردين مما أعاقه عن المسير إلى إفريقية، مما أعطى ليحيى بن غانية متسعا كبيرا من الوقت (12 سنة) ليقضي على كل خصومه ويستولي على معظم مدن إفريقية الواحدة تلو الأخرى.

### حملة الناصر على بني غانية

#### حملة الناصر على الجزر الشرقية
بعد سقوط أفريقية في يد ابن غانية اشار أحد الشيوخ المحنكين (الشيخ أبي محمد) على الخليفة الموحدي بالمسير إلى أفريقية لحرب ابن غانية، غير ان الناصر رأى أولا ان يقضي على بني غانية في مقرهم الرئيسي في الجزر الشرقية التي كانت تحت قيادة عبد الله ابن غانية كما قدمنا. وكان الموحدون قد هاجموا بني غانية في جزرهم عدة مرات لكنهم لم يستطيعوا الاستيلاء سوى على جزيرة يابسة. فاعد الناصر حملة بحرية ضخمة جدا، وانطلق الاسطول الموحدي من ثغر دانية في الأندلس واشتبك الطرفان المسلمان في معركة دامت 7 أيام، ودافع عبد الله ابن غانية عن جزيرته بكل بسالة غير انه وبينما كان يقاتل كبا (سقط)به فرسه فقفز عليه أحد فرسان الموحدين وقتله، وكانت النتيجة في النهاية هزيمة بنو غانية. وقطع الموحدون رأس عبد الله وعلقوه في مدخل مدينة مراكش العاصمة الموحدية؛ وكان مما ساهم في هزيمة عبد الله انخذال أخوه الغازي وتراجعه رغبة في الحياة.

#### مسير الناصر إلى أفريقية
بعد أن قضى الموحدون على بني غانية في مقرهم الرئيسي سار الناصر إلى أفريقية لحرب يحيى ابن غانية، فلما علم ابن غانية بضخامة الجيوش القادمة إليه جمع كل ماله وجعله تحتى رعاية ابن أخيه الغازي في المهدية وتحصن هو بجبل دمر (في الجنوب التونسي حاليا) فسار الناصر إلى لحصار المتحصنين في المهدية وارسل وزيره البارع الشيخ أبا محمد للقاء ابن غانية فالتقيا في منطقة تسمى رأس التاجرا، لكن ابن غانية هزم هزيمة شنعاء هذه المرة ومع انه استطاع الفرار إلا أن الكثير من صفوة اتباعه قتلوا. اما المتحصنين في المهدية فقد ابدوا بسالة في الدفاع أول الأمر لكنهم لما يأسوا من أن يصلهم من ابن غانية أي مدد سلموا على أن يتركهم الموحدون ليلحقوا ببن غانية حيث كان فتمت الاتفاقية.

### بنو غانية في عهد الشيخ ابي محمد

#### معركة وادي شبرو
لقد كان لاسرة الشيخ أبي محمد تاريخ طويل في خدمة الدولة الموحدية اما الشيخ أبي محمد فقد امتاز بحكمته وشجاعته في الحروب فختاره الخليفة الناصر لولاية افريفية (تونس حاليا) وحرب ابن غانية، في حال ظهر من جديد، وفعلا ما ان رجع الخليفة الناصر إلى مراكش حتى عاود ابن غانية الجمع الاعراب والعيث والفساد من جديد، لكن الشيخ أبي محمد كان له بالمرصاد هذه المرة؛ فسار إليه والتقى الفريقان في وادي شبرو (قرب تبسة في الشمال الشرقي للجزائر) في30 ربيع الأول سنة 604هـ/24 أكتوبر سنة 1207 فكانت الهزيمة على ابن غانية وبالكاد فر ابن غانية جريحا.

#### غزوة تلمسان
ايقن ابن غانية صعوبة الغزو في ولاية الشيخ أبي محمد، فجمع قواته من الاعراب وسار بهم في الصحراء حتى إلى وصل تاهرت (تيارت حاليا في الشمال الغربي للجزائر) وبلغت هذه الأنباء الشيخ أبا محمد فارسل إلى والي تلمسان يحذره من قدوم ابن غانية إلى منطقته ولكن بعض القبائل هناك هونوا أمر ابن غانية على الوالي فماهي إلا أن داهمه ابن غانية كالسيل الجارف حينما كان والي تلمسان يطوف على قبائل هناك لقبض الخراج فقتل والي تلمسان ومعه 1600 رجل من الموحدين وبالطبع ان التفت ابن غانية إلى تلك البلاد الآمنة فإنقض على مدينة تاهرت واباحها للاعراب وخربها ثم ازمع المسير إلى تلمسان عاصمة المغرب الأوسط لكن الدولة الموحدية أسرعت بارسال جند كبير له فكر راجعا إلى أفريقية وهو محمل بغنائم وفيرة.

#### معركة نفوسة
بعد الغنائم الكبيرة التي احرزها ابن غانية في معركة تلمسان انتعشت نفسه وقرر مواجهة الشيخ أبي محمد في لقاء حاسم، وانطلق لذلك يجمع قبائل الاعراب وأمازيغ إفريقية من كل مكان، وتعاهدت الجموع على الثبات في المعركة؛ حتى ان الاعراب وضعوا نسائهم واطفالهم وراء جيش مباشرة ميثاق للعهد وتثبيت لهم في الميدان.
اما الشيخ أبا محمد فقد بلغته هذه الأنباء فقرر تدراك الأمر قبل استفحاله، وخرج للقاء ابن غانية في 606 هـ/ 1209، فكان ميدان اللقاء قرب جبل نفوسة (في ليبيا حاليا) وحين بدات المعركة بدت بوادر الانهزام على الجيش الأمازيغي الموحدي؛ غير ان الشيخ أبي محمد ثبت في قلب الجيش، بل ونصب خيمته وراء جيش مباشرة حتى يلغي أي فكرة لتراجع، فنجلت المعركة في آخر النهار عن هزيمة كاسحة لابن غانية وحلفائه، ورُزء الاعراب في حُرماتهم التي أصبحت سبايا للجيش الأمازيغي الموحدي، فكانت بذلك هزيمة مضاعفة لهم لم يشهدوا مثلها منذ تحالفوا مع ابن غانية أول مرة، اما ابن غانية فقد أجبرته هذه الهزيمة على الهدوء لعدة سنوات حتى وفات الشيخ أبي محمد سنة 618هـ/ مارس 1220م فعاود الظهور من جديد في اصرار وعناد عجيبين.

### ثورة بني غانية في النهاية
بعد توفي الشيخ أبي محمد ظهر ابن غانية في العام الموالي مباشرة واعاد سيرة الفساد والعيث من جديد، وهب الموحدون لحربه، ولكن في هذه الفترة لم تحدث مواجهات كبرى؛ لان ابن غانية أصبح شيخا كبيرا، كما أن الدولة الموحدية بدأت تدب فيها أسباب الضعف والسقوط. وحدث ان تولي ولاية أفريقية الشيخ أبا زكريا ابن الشيخ أبا محمد فلما رأى الصراع على الحكم على اشده في الدولة الموحدية، ويأس من أن يقدم خليفة موحدي آخر لحرب ابن غانية، أعلن استقلاله بأفريقية وشمر السواعد للقضاء على هذه الثورة، واقام لها محارس في الصحراء لينقلوا له تحركات ابن غانية حتى توفي ابن غانية في النهاية وحيدا شريدا في مكان مجهول في الصحراء يرجح انه بين سنوات 631 هـ/1233 م و633 هـ/1235 م. وعندما ايقن ابن غانية بقرب ساعته بعث ببناته إلى الشيخ أبا زكريا ورجا منه ان يكفلهما بعد موته.

## اثر ثورة بني غانية

### تفكك الدولة الموحدية ثم سقوطها
يجمع المؤرخون على أن ثورة بني غانية كانت من أهم العوامل التي أدت إلى سقوط الدوة الموحدية العريقة إذ ان هذه الثورة أدت إلى اضعاف الدولة مما أدى إلى استغلال مختلف الزعامات لهذا الظرف والاستقلال بولاياتهم واولهم هو الشيخ أبا زكريا ابن الشيخ أبا محمد فقد استغل حب الناس له بسبب كونه ابن الشيخ أبا محمد الذي قهر ابن غانية وحمى الناس من شره فاستغل تصارع الموحدين على الحكم واستقل بأفريقية معلن ميلاد الدولة الحفصية ثم تبعه يغمراسن واستقل بالمغرب الأوسط واعلن ميلاد دولة بني زيان ثم جاءت بعده دولة بني مرين الذين تمكنو من دخول العاصمة الموحدية والقضاء عليها نهائيا سنة 669هـ.

### الدفاع عن الأندلس
وكانت اخطر ناحية اثرت في ثورة بني غانية هي الدفاع عن الأندلس. فقد أصبح نصارى الأندلس كلما بلغهم ظهور بني غانية الا وهاجموا المدن الأندلسية لانهم يعلمون ان الجيش الموحدي سيترك الأندلس ويذهب لحرب ابن غانية لا محال. ولعل من اخطر افرازات ثورة بني غانية ان موحدونالموحدين لم يستطيعوا الإنفاق على الحروبهم لدفاع عن الأندلس ضد النصارى، فكان ذلك من أهم أسباب خسارة معركة العقاب لان مسير الخليفة الناصر لقمع ثورة بني غانية كلفه 120 حملا (حمل بعير) من الذهب، فعندما أراد السير إلى الأندلس لصد هجومات النصارى عنها عجز عن دفع رواتب الجند لفراغ الخزينة، فدخل الجند الحرب وهم كارهون فكانت خسارة حصن العقاب الشنيعة التي تعد بداية خروج المسلمين من الأندلس، وبداية النهاية لدولة الموحدية، ويعد المفكر الكبير مالك بن نبي هذه المعركة الانهيار الحقيقي لحضارة الإسلامية لان الدولة الموحدية كانت آخر الدولة الإسلامية ذات الإشعاع الحضاري الباهر.

### الخراب وتدمير العمران
لقد اجتهد علي ابن غانية ومن بعده أخوه يحيى بن غانية في ابقاء الاعراب (بني هلال) دائما إلى جانبهم لمراسهم الكبير في الحرب، لكن هؤلاء الاعراب كانوا قوما جشعين لايعرف جشعهم حدا، لذلك كان ابن غانية يبيح لهم أي مدينة سيتولي عليها ينهبونها كيفما يحلوا لهم، بل هو نفسه كان يشارك في في هذا النهب لحاجته الماسة للمال لتمويل حروبه التي لا تنتهي. ففي مدينة باشو(قرب تونس حاليا)دخلها يحيى ابن غانية بعدما امن اهلها لكن الاعراب لم يصبرو على النهب فانطلقوا يسلبون الناس أموالهم ويهتكون حرماتهم ففر العديد من سكان باشو في إفريقية لى تونس فداهم الشتاء ببرده وقتل منهم نحو 12 الفا على قول التجاني.
و عندما استولى يحيى ابن غانية على قابس بعد أن قتل قراقوش فرض على اهلها غرامة قدرها 60 الفا دينار، وبعدما ادوها له طلب منهم أموالا أخرى زيادة على التي دفعوها فكان ينادى على الشخص فان دفع أو وجد من دفع عنه اخلي سبيله والا قتل.
و وعندما استولى المغرب الأدنى فرض عليهم غرامة 100 الف دينار فكان يعذب الناس على دفعها حتى رمى بعضهم بنفسه في بئر خوفا من العذاب فتأكد ابن غانية انه لم يعد هناك ما يسلبه فرفع الطلب عن البقية. وكذلك عندما بايعه اهله بسكرة ثم نقضو بيعته ورجعوا إلى طاعة الموحدين رجع إليهم وقطع ايدي الكثير منهم اما أهل طرة من بلاد نفزاوة فقد سار إليهم وحرق عليهم دورهم لما رفضوا اعطائه الخراج(الضرائب) وقد دام هذا الحال نحو من 50 سنة فتصور كيف سيكون حال هذه البلاد (أفريقية)

### ضياع الجزائر الشرقية
لقد كانت الممالك المسيحية الاوربية تغض الطرف عن جوار بني غانية لاشتراكهم معها في العداءللموحدين، بالإضافة إلى أن بني غانية كانوا مهتمين بتقوية جزرهم وتدعيم جيوشهم، لكن بعد استيلاء الموحدين عليها صمم النصارى على اخذها من المسلمين وسير لذلك خاييمي الأول ملك قطلونيا اسطولا ضخما وعلى الرغم من المجهودات الضخمة التي بذلها الوالي الموحدي أبو مخلوف التنمللي في صد هذه الحملة والمقاومة الشرسة التي ابداها المسلمون لكن جيوش النصارى هزمتهم في النهاية وقبضوا على الوالي الموحدي وعذبوه عذابا شديدا ثم قتلوه وعلى الرغم من أن مقاومة المسلمين استمرت عدة سنوات بعد الاحتلال إلا أنها في النهاية خبت وخرجت هذه الجزر من حوزة المسلمين بعد أن بقيت في ايديهم نحو خمسة قرون حيث اقتتحها موسى بن نصير ابان فتحه للأندلس وكانت تسمى الجزر الشرقية وقد اشتهرت هذه الجزر بأنها كانت قبلة العالم الإسلامي كله في علم القراءآت ولكنها ضاعت بسبب تشرذم المسلمين وصراعهم على الحكم سنين طويلة (الموحدين وبني غانية).